# Arc-sous-Montenot
Arc-sous-Montenot is een gemeente in het Franse departement Doubs (regio Bourgogne-Franche-Comté) en telt 230 inwoners (2005). De plaats maakt deel uit van het arrondissement Pontarlier.

## Geografie
De oppervlakte van Arc-sous-Montenot bedraagt 10,8 km², de bevolkingsdichtheid is 21,3 inwoners per km².

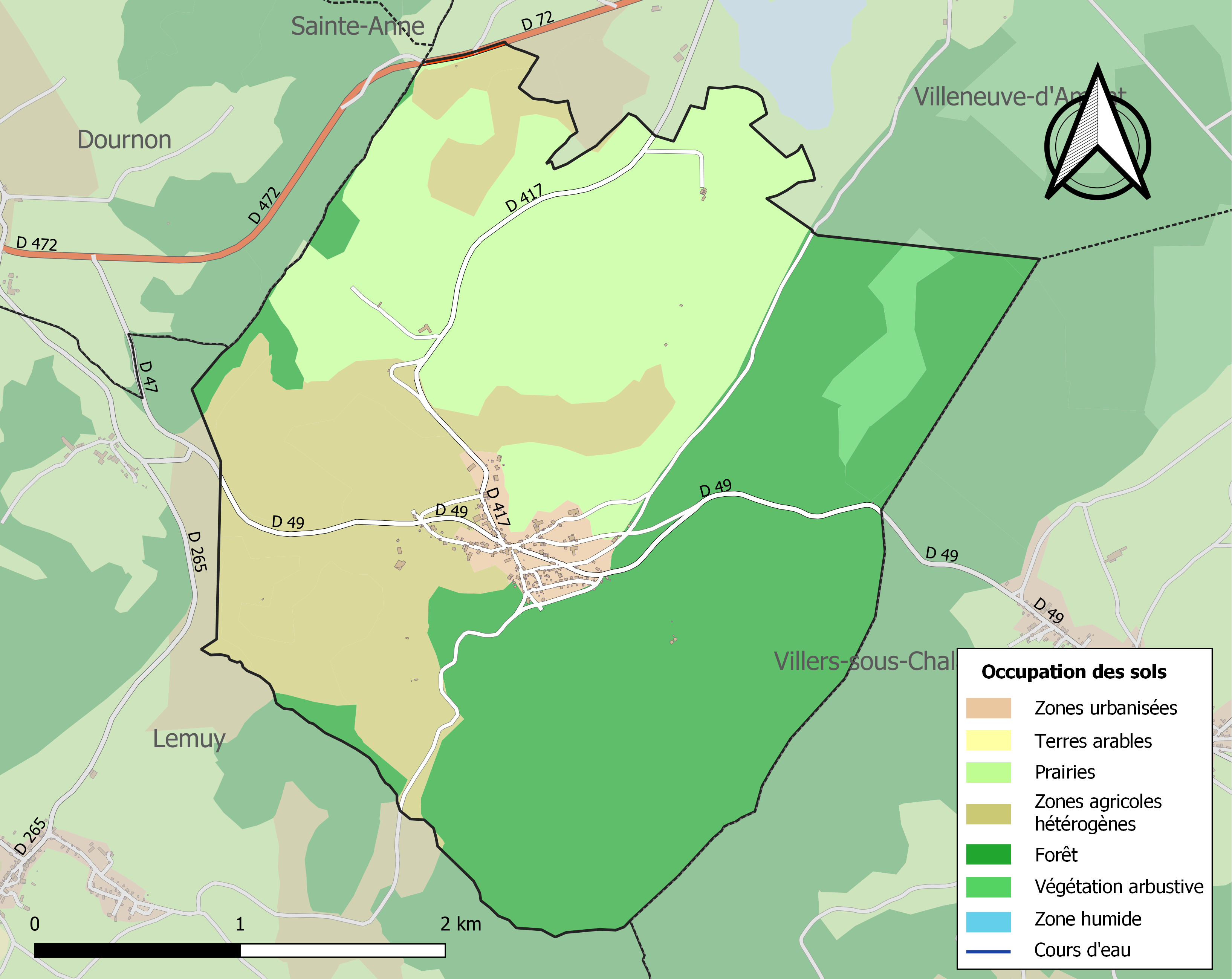
Kaart van de gemeente met de belangrijkste infrastructuur, bodemgebruik en omliggende gemeenten

## Demografie
Onderstaande figuur toont het verloop van het inwonertal (bron: INSEE-tellingen).